# NGC 7123
NGC 7123 (również PGC 67466) – galaktyka spiralna (Sa), znajdująca się w gwiazdozbiorze Indianina. Odkrył ją John Herschel 24 lipca 1835 roku.